# Witalij Nikolski
Witalij Aleksandrowicz Nikolski (ros. Виталий Александрович Никольский, ur. 5 maja?/18 maja 1910 we wsi Jasieniewo, ujezd Odojewsk, zm. 2002 w Moskwie) – Rosjanin, generał major, oficer radzieckiego wywiadu wojskowego Głównego Zarządu Wywiadowczego (ros. GRU), m.in. rezydent GRU w Sztokholmie w latach 60.

## Życiorys
Urodził się w rodzinie wiejskiego urzędnika. W Armii Czerwonej od 1932, członek KPZR od 1937. W latach 1932–1937 ukończył fakultet inżynieryjny Wojskowej Akademii Chemicznej im. K. Woroszyłowa. W latach 1937–1938 był zastępcą szefa służby chemicznej 43 Dywizji Strzeleckiej. 
W marcu 1938 przeszedł do Zarządu Wywiadu Sztabu Generalnego, do maja 1938 pozostawał do dyspozycji, następnie do listopada 1938 przechodził przeszkolenie w Centralnej Szkole Przygotowania Dowódców Personelu (ros. ЦШПКШ) przy Zarządzie Wywiadu Robotniczo-Chłopskiej Armii Czerwonej. Od maja 1939 do grudnia 1940 był starszym zastępcą szefa 6 Oddziału 3 Wydziału (wojskowo-technicznego), od grudnia 1940 do listopada 1941 szefa 1 Oddziału 4 Wydziału (wywiad okręgów wojskowych) i zastępcą szefa 1 Oddziału 2 Wydziału Zarządu Wywiadu Sztabu Generalnego Robotniczo-Chłopskiej Armii Czerwonej. 
Uczestniczył w działaniach podczas II wojny światowej; był starszym zastępcą szefa Wydziału, szef 3 Oddziału Wydziału Rejestracyjnego sztabu 10 Armii Frontu Zachodniego od listopada 1941 do kwietnia 1942, szef punktu operacyjnego Wydziału, starszy zastępca szefa 2 Oddziału (agenturalnego) Wydziału Rejestracyjnego sztabu Frontu Zachodniego od kwietnia do sierpnia 1942, szef 2 Oddziału (agenturalnego) Wydziału Rejestracyjnego sztabu Frontu Południowowschodniego i Stalingradzkiego od sierpnia do grudnia 1942, zastępca szefa 4 Wydziału II Zarządu Głównego Zarządu Wywiadowczego Armii Czerwonej od grudnia 1942 do kwietnia 1943, szef kierunku zachodniego, zastępca szefa 2 Wydziału (agenturalnego) Zarządu Wywiadu Sztabu Generalnego Armii Czerwonej od kwietnia 1943 do maja 1945. 
W 1944 roku kierował przygotowaniem polskich ochotników oddanych do dyspozycji Zarządu Wywiadu Sztabu Generalnego Armii Czerwonej. Szkolenie było prowadzone w bazie w Sosnowym Borze koło Moskwy. W połowie tego roku przygotowane grupy przerzucono do Polski. 
W latach 1945–1947 pełnił służbę w Głównym Zarządzie Wywiadowczym Sztabu Generalnego Sił Zbrojnych ZSRR. заместитель начальника РУ штаба Центральной группы войск в Австрии (1947–1955). Następnie w stopniu pułkownika został przeniesiony do Austrii, gdzie w 1947 został zastępcą szefa Zarządu Wywiadu sztabu Centralnej Grupy Wojsk Radzieckich. Nadzorował tam szereg udanych werbunków, między innymi był pracownik Państwowego Archiwum Austrii Hans Nilke, kurier dyplomatyczny MSZ Austrii Franz Kraft, podoficer ochrony Wysokiego Komisarza Francji w Austrii i innych. Były też i niepowodzenia, najpoważniejszym - zdrada pracownika rezydentury P. Popowa, który pracował w Wiedniu do 1954.
W 1955 Nikolski powrócił do Związku Radzieckiego, gdzie do 1956 pracował w centrali GRU. W 1956 został przeniesiony do Niemieckiej Republiki Demokratycznej, gdzie został zastępcą szefa Zarządu Wywiadu sztabu Grupy Wojsk Radzieckich w NRD. W 1958 został szefem kierunku Zarządu Wywiadu Operacyjnego GRU. 
W październiku 1960 został rezydentem GRU w Sztokholmie i jednocześnie attaché wojskowym. Był oficerem prowadzącym „Wikinga” – Stiga Wenerstrema, opuścił placówkę po jego aresztowaniu. 10 maja 1961 mianowany generałem majorem.
Po powrocie ze Szwecji w czerwcu 1963, został szefem fakultetu Wojskowej Akademii Dyplomatycznej w Moskwie, a w 1968 redaktorem kontrolnym w wydawnictwie Ministerstwa Obrony ZSRR Wojenizdat. W maju 1990 przeszedł na emeryturę.

## Nagrody i odznaczenia[1]
- Order Czerwonego Sztandaru – dwukrotnie;
- Order Wojny Ojczyźnianej I klasy;
- Order Czerwonej Gwiazdy – trzykrotnie;

I medale.